# Куттян

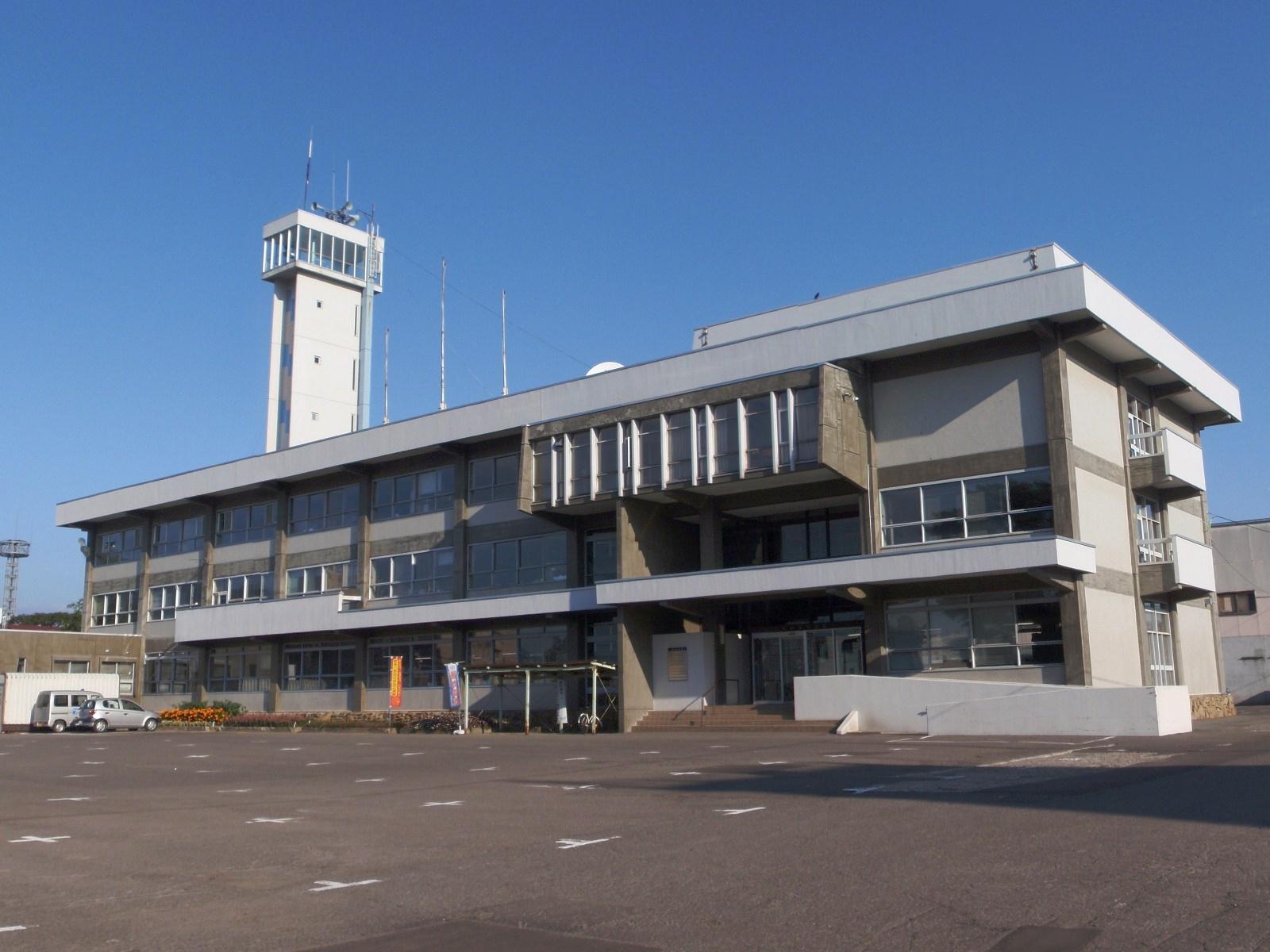
Мэрия посёлка Куттян

Куття́н  (яп. 倶知安町 Куттян-тё:) — посёлок в Японии, находящийся в уезде Абута округа Сирибеси губернаторства Хоккайдо. Площадь посёлка составляет 261,24 км², население — 15 335 человек (30 июня 2014), плотность населения — 58,70 чел./км².

## Географическое положение
Посёлок расположен на острове Хоккайдо в губернаторстве Хоккайдо. С ним граничат посёлки Ники, Кёва, Ранкоси, Кёгоку, Нисеко и село Акаигава.

## Население
Население посёлка составляет 15 335 человек (30 июня 2014), а плотность — 58,70 чел./км². Изменение численности населения с 1980 по 2005 годы:
| 1980 | 18 893 чел. |  |
| 1985 | 18 892 чел. |  |
| 1990 | 18 030 чел. |  |
| 1995 | 17 078 чел. |  |
| 2000 | 16 184 чел. |  |
| 2005 | 16 176 чел. |  |

## Транспорт
- JR Hokkaido — Станция Куттян

## Символика
Деревом посёлка считается клён мелколистный, цветком — рододендрон.